# Вердеріо-Суперіоре
Вердеріо-Суперіоре (італ. Verderio Superiore) — колишній муніципалітет в Італії, у регіоні Ломбардія, провінція Лекко. З 4 лютого 2014 року Вердеріо-Суперіоре є частиною новоствореного муніципалітету Вердеріо.
Вердеріо-Суперіоре розташоване на відстані близько 490 км на північний захід від Рима, 31 км на північний схід від Мілана, 21 км на південь від Лекко.
Населення — 2688 осіб (2012).
Щорічний фестиваль відбувається 4 травня. Покровитель — святий Флоріан.

## Демографія
Населення за роками:

Станом на 31 грудня 2010 року в муніципалітеті офіційно проживали 154 іноземці з 30 країн, серед них 28 громадян країн Євросоюзу та 3 громадяни України.

## Сусідні муніципалітети
- Корнате-д'Адда
- Падерно-д'Адда
- Робб'яте
- Вердеріо-Інферіоре